# Scheherazade
För andra betydelser, se Scheherazade (olika betydelser).
Scheherazade (persiska: شهرزاد, Shahrzâd) är en fiktiv persisk drottning och sagoberätterskan i sagosamlingen Tusen och en natt. I ramberättelsen gifter sig den persiska kungen Shahriyâr med en kvinna varje dag för att sedan avrätta henne nästa dag. När Scheherazade väljs till kungens hustru berättar hon en saga för honom. Skickligt väver hon in en saga i en annan, och när gryningen kommer är kungen så spänd på hur det ska sluta att han låter Scheherazade leva ytterligare ett dygn. Hennes sagor varar 1001 nätter, varefter Shariyâr kapitulerar och låter henne leva.
Den fiktiva Scheherazade är inspirerad av den legendariska sasanidiska drottningen Homây, dotter till Bahman, som hade titeln Chehrzâd (persiska چهرزاد) eller Chehrâzâd i betydelsen "person med ädelt utseende".